# 牛栄子
牛 栄子（にゅう えいこ、1999年（平成11年）5月12日 - ）は、日本の囲碁棋士。千葉県出身、マイケル・レドモンド九段門下、日本棋院東京本院所属、四段。主な実績に扇興杯女流囲碁最強戦2連覇、女流棋聖戦挑戦者など。
母は中国囲棋協会所属の牛力力（ニュウ・リーリー）五段、父はシャンチーの全中個人戦四度優勝の実績がある趙国栄象棋特級大師。また、力力の妹・牛嫻嫻三段（中国囲棋協会）はレドモンドの妻で、栄子から見るとレドモンドは義理の叔父にあたる。

## 経歴
1999年、中国囲棋協会所属の囲碁棋士・牛力力と、シャンチーのトップ棋士・趙国栄の間に生まれる。1989年に日本に渡った力力は、呉清源の助手として晩年を支えた人物としても知られ、そのために栄子も幼少期から呉と接する機会があった。力力と呉が囲碁に携わっているのを幼少期から間近で見ていた栄子も自然と囲碁に興味を持ち、5歳の時に囲碁を始める。
2008年、小学3年生時の第29回少年少女囲碁大会で全国大会に進出。予選で敗退したが、これを機に囲碁に本格的に囲碁に打ち込む。2012年、中学1年生時の第33回中学生の部では5位入賞。翌年も5位に入賞すると、中学3年生時の第35回では準優勝。
その一方で棋士採用試験には外来として挑み、2014年1-2月、中学2年生時の女流試験本戦では本戦7勝1敗の成績を残したが、順列規定により同星の金子真季が入段。翌2015年は本戦を8勝0敗で制し、入段を決めた。2015年4月1日、15歳で入段（中部総本部所属）。
入段初年の2015年には穹窿山兵聖杯世界女子囲碁選手権でベスト8。2017年、第20期女流棋聖戦で挑戦者となり謝依旻に挑んだが、1勝2敗で敗れ初タイトル獲得はならず。第2回扇興杯女流囲碁最強戦ではベスト4。2018年、第3回扇興杯女流囲碁最強戦で決勝戦に進出したが、万波奈穂に敗れて準優勝。また、博思杯親縁囲棋招待戦では母の牛力力とペアで出場した。
2019年1月1日付で、中部総本部から東京本院へ移籍。第23期女流棋聖戦で挑戦者決定戦に進出するも、鈴木歩に敗退。2020年、第7回女流立葵杯、第1回博多・カマチ杯でともに本戦ベスト4。
2021年、初のリーグ入りとなった第32期女流名人戦では3勝3敗で残留。第8回女流立葵杯では挑戦者決定戦に進出したが、上野愛咲美に敗れる。また、第47期碁聖戦では本戦に進出。七大棋戦での本戦進出は自身初で、女流棋士としては12人目。
2022年、第7回扇興杯にて榊原史子、上野梨紗、上野愛咲美を下し決勝戦に進出。決勝は最年少での棋戦優勝を懸ける仲邑菫との対戦となり、注目を集めた。決勝戦では一時は敗勢に至ったが、仲邑の判断ミスもあって逆転し優勝、自身初めてのタイトルを獲得した。
2023年、第42期女流本因坊戦で本戦ベスト4。また、第8回扇興杯では上野梨紗・鈴木歩・上野愛咲美らを下して前年に続き優勝、同棋戦では初となる連覇を記録した。

## 人物等
- 初めて会った時、呉清源は既に90歳を超えていたが、囲碁に対する探究心は熱心そのものだったという。呉の姿勢を見て棋士の在り方を学ぶことができた牛は、その経験が極めて貴重で、かけがえのないものだったことを追憶している[2]。
- 初タイトルとなった第7回扇興杯の決勝戦は、仲邑菫の最年少タイトルがなるか注目されていたため、取材陣の数なども通常より多かった。ただ、牛自身はそうした喧噪にとらわれず、盤上だけに集中できていたという。優勝後には、幼いころからの夢が叶った喜びと、周囲に対する感謝の思いを語っている[2][19]。

## 棋歴

### 獲得タイトル
- 扇興杯 2回（2022-2023年・第7-8回）

### 良績等
国内棋戦
- 女流本因坊 挑戦手合進出（第43期）
- 女流名人戦 リーグ入り4期（第32-35期）
- 女流立葵杯 挑戦者決定戦進出（第8回）
- 女流棋聖戦 挑戦手合進出（第20期）、挑戦者決定戦進出（第23期）
- 扇興杯 準優勝（第3回）

国際対抗戦等
- 穹窿山兵聖杯世界女子囲碁選手権
  - 2015年 1-1（○宋容慧、×李赫）
- 黄龍士双登杯世界女子囲棋勝抜戦
  - 2017年 1-1（○周泓余、×金侖英）
  - 2018年 1-1（○呉政娥、×李赫）
  - 2019年 0-1（×呉侑珍）
- 天台山農商銀行杯世界女子囲棋団体選手権戦 2017年 1-2（×李赫、×朴鋕恩、○張正平）
- SENKO CUPワールド碁女流最強戦
  - 2018年 0-1（×黒嘉嘉）
  - 2019年 0-1（×崔精）
  - 2023年 0-1（×周泓余）
- IMSAエリートマインドゲームズ 2017年女子団体戦3位、男女ペア戦3位（六浦雄太とペア）
- 韓国女子囲碁リーグ
  - 2017年（扶安コムソ塩）0-6

### 昇段履歴
- 2015年4月1日 入段
- 2017年12月22日 二段（勝数規定）[20]
- 2020年7月31日 三段（勝数規定）[21]
- 2022年1月1日 四段（賞金ランキング）[22]

## 年表
| - タイトル戦の欄の氏名は対戦相手。うち、色付きのマス目は獲得(奪取または防衛、あるいは優勝)。青色は挑戦者または失冠、あるいは準優勝。黄色はリーグ入り。 - 棋道賞は、最優 : 最優秀棋士賞、 優秀 : 優秀棋士賞、 特別 : 特別賞、勝率 : 勝率一位賞、 勝利 : 最多勝利賞、 対局 : 最多対局賞、 連勝 : 連勝賞、国際 : 国際賞、 新人 : 新人賞、 女流 : 女流賞、秀哉 : 秀哉賞 - 賞金&対局料は、年度区切りではなく1月 - 12月の集計。単位は万円。緑は女流棋士1位。 |

|       | 女流棋聖      | 女流名人     | 女流立葵杯      | 扇興杯       | 女流本因坊     | 他棋戦   | 棋道賞 | 賞金 対局料 | 備考 |
| ----- | ------------- | ------------ | --------------- | ------------ | -------------- | -------- | ------ | ----------- | ---- |
| 1-2月 | 3月           | 6‐7月        | 7月             | 10‐11月      |                | 他棋戦   | 棋道賞 | 賞金 対局料 | 備考 |
| 2016  | 本戦 1回戦    | （未参加）   | 予選3回戦       | 本戦 1回戦   | 本戦 2回戦     |          |        |             |      |
| 2017  | 謝依旻 xox    | 予選A        | 予選1回戦       | 本戦 ベスト4 | 本戦 2回戦     |          |        |             |      |
| 2018  | 本戦 ベスト8  | 本戦 ベスト8 | 予選4回戦       | 万波奈穂 x   | 本戦 ベスト8   |          |        |             |      |
| 2019  | 本戦 ベスト8  | 本戦 1回戦   | 予選4回戦       | 本戦 ベスト8 | 本戦 ベスト8   |          |        |             |      |
| 2020  | 本戦 決勝進出 | （休止）     | 本戦 ベスト4    | 予選3回戦    | 本戦 2回戦     | [ 注 2 ] |        |             |      |
| 2021  | 予選A         | リーグ 4位   | 本戦 決勝進出   | 予選2回戦    | 本戦 2回戦     |          |        |             |      |
| 2022  | 予選B         | リーグ 5位   | 本戦 1回戦      | 仲邑菫 o     | 本戦 ベスト8   |          |        |             |      |
| 2023  | 本戦 ベスト8  | リーグ 3位   | 本戦 1回戦      | 上野愛咲美 o | 本戦 ベスト4   |          |        | 1148 (10位) |      |
| 2024  | 本戦 ベスト8  | リーグ 5位   | 本戦 ベスト4    | 本戦 1回戦   | 藤沢里菜 xxoox |          |        |             |      |
| 2025  | 本戦 ベスト8  | リーグ 5位   | 予選 東1･準決勝 | 本戦 1回戦   | 本戦           |          |        |             |      |